# アシドモナス属
アシドモナス属は、酢酸菌科に属するグラム陰性の非芽胞形成偏性好気性桿菌。
極鞭毛を持ち、運動性を示すものがある。GC比は62から63。2014年現在、基準種のアシドモナス・メタノリカ以外は知られていない。
酸性条件化で生育し、エタノールから酢酸を作り出す。酢酸は完全に酸化できるが、乳酸の酸化能力は少なく、糖を糖酸にする能力も乏しい。また、パントテン酸要求性である。メタノールおよびメチルアミンを、リブロース一リン酸経路を用いて資化できるメチル資化性菌（メチロトローフ）の一種でもある。